# Centre supérieur d'information de la Défense
Pour les articles homonymes, voir CESID.
Le Centre supérieur d'information de la Défense (CESID) (en espagnol : Centro Superior de Información de la Defensa est une agence de renseignement espagnole en activité entre 1977 et 2002, date à laquelle elle est remplacée par le Centro Nacional de Inteligencia (CNI).

## Sources et bibliographie
- (es) Carlos Ruiz Miguel, El CESID : Historia de un intento de modernización de los Servidos de Inteligencia Arbor CLXXX, 709, janvier 2005, 121-150 p.